# Saturn
Saturn este a șasea planetă de la Soare și a doua ca mărime din Sistemul Solar, după Jupiter. Fiind al doilea obiect nonstelar ca mărime din Sistemul Solar, după Jupiter, este aproape de 95 de ori mai masiv decât Pământul și are de 700 de ori volumul acestuia. Este un gigant gazos cu o rază medie de aproximativ nouă ori mai mare decât cea a Pământului. Deși densitatea sa este de doar o optime din densitatea medie a Pământului, datorită volumului său mare, masa lui Saturn este de 95 de ori mai mare decât cea a Pământului. Numele derivă de la zeul omonim al mitologiei romane, omologul titanul Cronos, din mitologia greacă; simbolul său astronomic (♄) este o reprezentare stilizată a secerei zeului agriculturii.
Interiorul lui Saturn este cel mai probabil compus dintr-un nucleu de fier–nichel și rocă (compuși de siliciu și oxigen). Nucleul este înconjurat de un strat de hidrogen metalic, un strat intermediar de hidrogen lichid și heliu lichid și, în cele din urmă, un strat exterior gazos. Saturn are o nuanță galben pal datorită cristalelor de amoniac din atmosfera sa superioară. Se crede că un curent electric din stratul de hidrogen metalic dă naștere câmpului magnetic planetar al lui Saturn, care este mai slab decât al Pământului, dar are un moment magnetic de 580 de ori mai mare decât al Pământului datorită dimensiunii mai mari a lui Saturn. Puterea câmpului magnetic al lui Saturn este în jur de o douăzecime din cea a lui Jupiter. Atmosfera exterioară este în general calmă deși pot persista tipare prelungite de furtuni. Pe Saturn suflă vânturi de aproximativ 1.800 km/h, mai puternice decât pe Jupiter dar nu la fel de mare ca cele de pe Neptun. Pe baza studiilor asupra inelului C al planetei, în ianuarie 2019 s-a stabilit că o zi pe planeta Saturn are 10h 33m 38s +h 1m 52s
−h 1m 19s .
Cea mai faimoasă trăsătură a planetei este sistemul său inelar proeminent, care este compus în mare parte din particule de gheață, cu o cantitate mai mică de resturi stâncoase și praf. S-a confirmat descoperirea a 83 de sateliți care orbitează planeta, dintre care 53 au nume oficiale. Titan, cel mai mare satelit a lui Saturn și al doilea ca mărime din Sistemul Solar, este mai mare decât planeta Mercur, deși mai puțin masiv și este singurul satelit din Sistemul Solar care are o atmosferă substanțială.
Văzut de pe Pământ, Saturn pare a fi o stea strălucitoare pe cer, ușor vizibilă cu ochiul liber. Abia după inventarea telescopului, însă, i-au fost descoperite inelele și sateliții. Deși calitatea instrumentelor de observare a evoluat, trimiterea sondelor spațiale a dezvăluit detalii fără precedent. Sondele Pioneer 11, Voyager 1 și Voyager 2 au trecut aproape de Saturn, dar complexitatea descoperirilor lor a motivat trimiterea unui orbitator, Cassini, care a trimis sonda Huygens pe suprafața lui Titan. 

## Caracteristici fizice

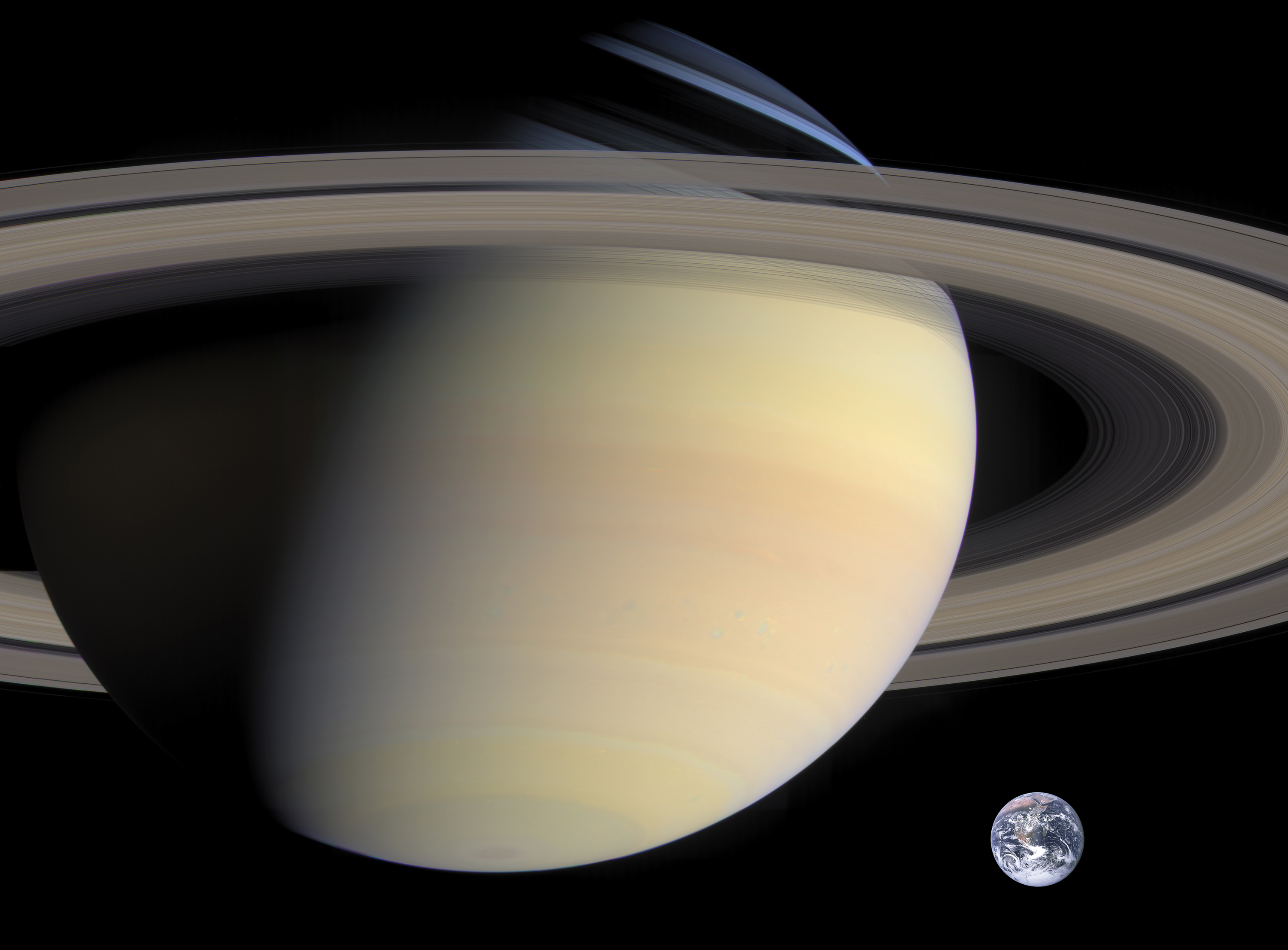
Imagine compozit comparând dimensiunile planetelor: Saturn și Pământ

Saturn este un gigant gazos, deoarece este compus în principal din hidrogen și heliu. Îi lipsește o suprafață definită, deși poate avea un nucleu solid. Saturn este aplatizat la poli și bombat la ecuator din cauza densității sale reduse, a rotației rapide și a stării fluide a materialului său. Razele sale ecuatoriale și polare diferă cu aproape 10 %: 60.268 km față de 54.364 km. Jupiter, Uranus și Neptun, celelalte planete gigant din Sistemul Solar, au de asemenea o formă aplatizată la poli și bombată la ecuator, dar într-o măsură mai mică.
Saturn este singura planetă a Sistemului Solar care este mai puțin densă decât apa — cu aproximativ 30 % mai puțin. Deși nucleul lui Saturn este considerabil mai dens decât apa, densitatea medie specifică a planetei este de 0,69 g/cm3 datorită atmosferei. Jupiter are de 318 ori masa Pământului, iar Saturn are de 95 de ori masa Pământului. Împreună, Jupiter și Saturn dețin 92 % din masa planetară totală din Sistemul Solar.

### Structura internă

Diagrama lui Saturn, la scară

Modelele planetare standard sugerează că interiorul lui Saturn este similar cu cel al lui Jupiter, având un mic nucleu stâncos înconjurat de hidrogen și heliu, cu urme de diferite substanțe volatile. Temperatura, presiunea și densitatea din interiorul planetei cresc în mod constant pe măsură ce se deplasează spre nucleu, ceea ce face ca hidrogenul să fie metal în straturile mai profunde.
Nucleul are o compoziție similară cu a Pământului, dar este mai dens. În 2004, oamenii de știință au estimat că nucleul trebuie să fie de 9-22 ori masa Pământului, ceea ce corespunde unui diametru de aproximativ 25.000 km. În nucleu, se ating temperaturi de aproape 12.000 °C și o presiune de 10 milioane de atmosfere. Nucleul este înconjurat de un strat gros de hidrogen metalic lichid, urmat de un strat lichid de hidrogen molecular și heliu care se transformă în gaz pe măsură ce altitudinea crește. Stratul cel mai exterior se întinde pe 1.000 km și este format dintr-o atmosferă gazoasă.
Saturn, ca și Jupiter, radiază în spațiu de 2,5 ori mai multă energie decât primește de la Soare. Doar o parte din această energie poate fi atribuită mecanismului Kelvin-Helmholtz; un mecanism suplimentar care ar explica căldura generată este acela al unei „ploi” de picături de heliu adânc în interiorul lui Saturn. Pe măsură ce picăturile coboară prin hidrogenul cu densitate mai mică,  procesul eliberează căldură prin frecare și lasă straturile exterioare ale lui Saturn sărace în heliu.

### Atmosfera

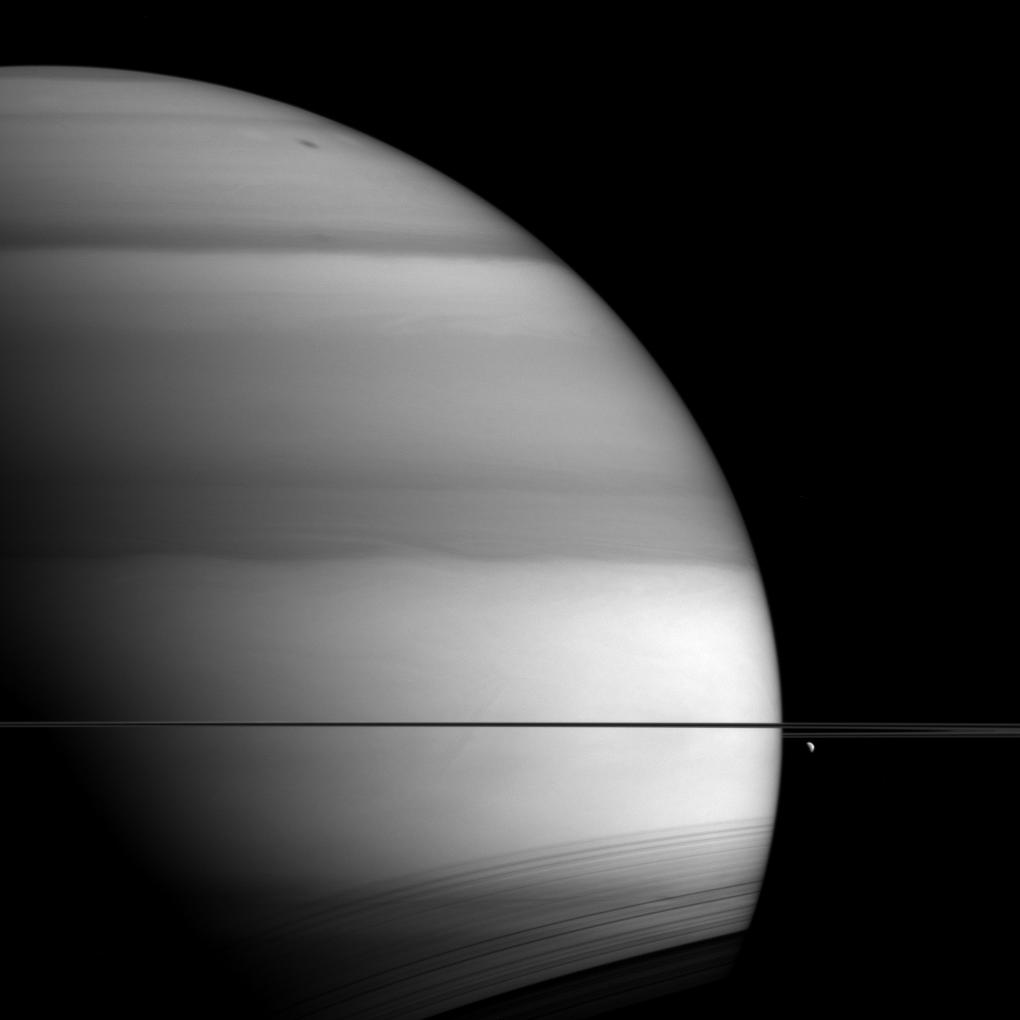
Benzile de metan înconjoară Saturn. În partea dreaptă, sub inele se poate observa satelitul Dione.

Atmosfera exterioară a lui Saturn conține 96,3 % hidrogen molecular și 3,25 % heliu. Proporția de heliu este semnificativ deficitară în comparație cu abundența acestui element în Soare. Cantitatea de elemente mai grele decât heliul (metalicitatea) nu este cunoscută cu precizie, dar se presupune că proporțiile corespund abundențelor primordiale de la formarea Sistemului Solar. Se estimează că masa totală a acestor elemente mai grele este de 19-31 de ori mai mare decât masa Pământului, cu o fracțiune semnificativă situată în regiunea nucleului planetar.
Urme de amoniac, acetilenă, etan, propan, fosfină și metan au fost detectate în atmosfera lui Saturn. Norii superiori sunt compuși din cristale de amoniac, care îi conferă aspectul tipic gălbui, în timp ce norii de nivel inferior par să fie compuși din hidrosulfură de amoniu (NH4SH) sau apă. Radiațiile ultraviolete de la Soare determină fotoliza metanului în atmosfera superioară, ducând la o serie de reacții chimice ale hidrocarburilor, produsele rezultate fiind transportate în jos de vârtejuri atmosferice. Acest ciclu fotochimic este modulat de ciclul sezonier anual al lui Saturn.

#### Straturi de nori

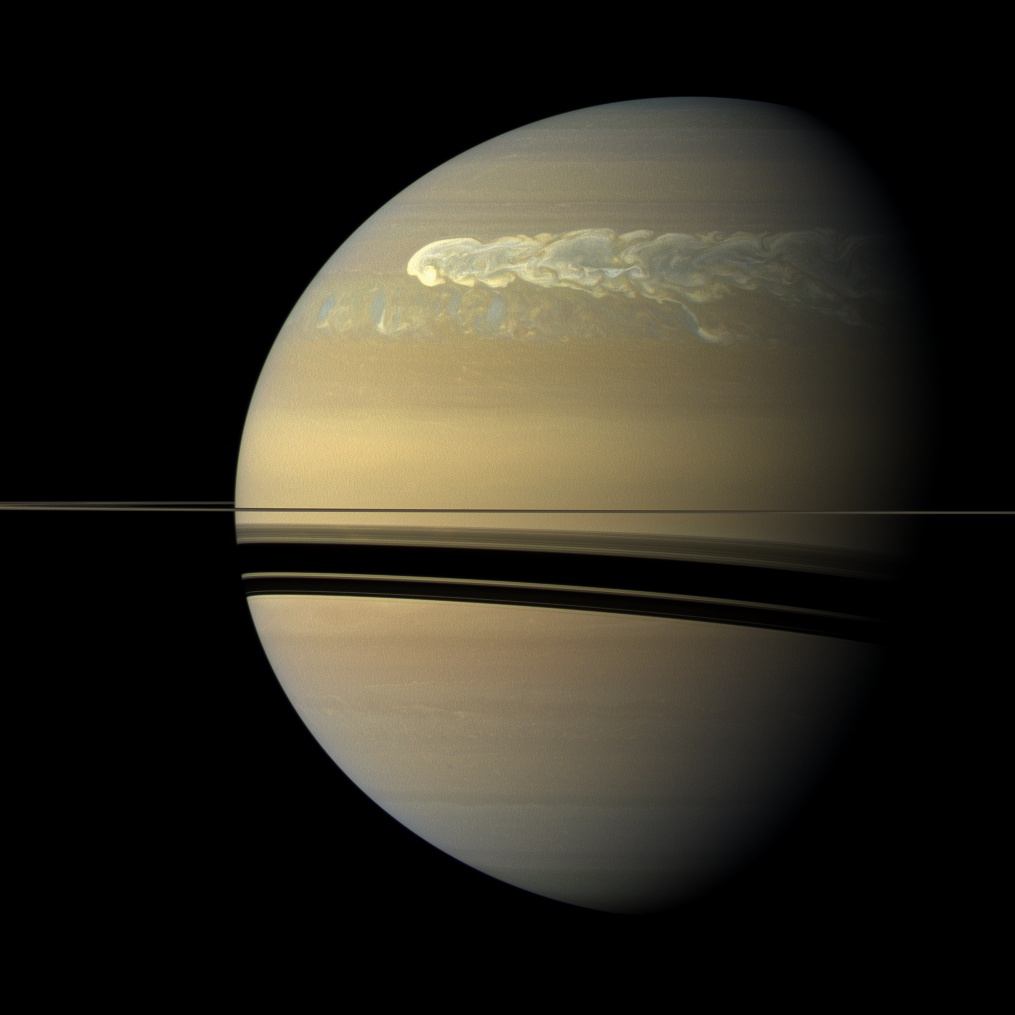
O furtună globală (zona luminoasă) fotografiată de sonda Cassini în vara anului 2011.

Atmosfera lui Saturn prezintă un model cu benzi similar cu cel al lui Jupiter, dar benzile lui Saturn sunt mult mai slabe și sunt mult mai late în apropierea ecuatorului.  Formațiile atmosferice (pete, nori) sunt atât de slabe încât nu au fost niciodată observate înainte de sosirea sondelor Voyager în anii 1980.  De atunci, telescoapele de pe sol și pe orbită s-au îmbunătățit până la punctul în care pot efectua observații regulate ale caracteristicilor atmosferice ale lui Saturn.
Compoziția norilor variază în funcție de altitudine. În straturile superioare de nori, unde temperatura este cuprinsă între 100-160 K și presiunea se extinde între 0,5-2 bari, norii constau din amoniac înghețat. Norii de gheață de apă încep la un nivel în care presiunea este cuprinsă între 2,5-9,5 bari iar temperatura variază între 185-270 K. Mai jos este un strat de hidrosulfură de amoniu înghețat, la presiuni cuprinse între 3-6 bari și temperaturi între 290 și 235 K. În cele din urmă, în straturile inferioare, unde presiunile sunt de aproximativ 10-20 bari și temperaturi de 270-330 K, există o zonă compusă din picături de apă amestecate cu amoniac în soluție apoasă.
Atmosfera de obicei blandă a lui Saturn prezintă ocazional structuri ovale de lungă durată, similare cu cele găsite pe Jupiter. În 1990, Telescopul spațial Hubble a observat un enorm nor alb lângă ecuatorul lui Saturn, care nu a fost prezent în timpul întâlnirilor cu Voyager, iar în 1994 a fost observată o altă furtună mai mică. Furtuna din 1990 a fost un exemplu de Mare Pată Albă, un fenomen unic, dar de scurtă durată, care are loc o dată la fiecare an saturnian, aproximativ la fiecare 30 de ani tereștri, în jurul solstițiului de vară al emisferei nordice. Marile Pete Albe anterioare au fost observate în 1876, 1903, 1933 și 1960, furtuna din 1933 fiind cea mai faimoasă. Dacă periodicitatea se menține, o altă furtună va avea loc în jurul anului 2020.
Vânturile de pe Saturn sunt extrem de rapide. Datele Voyager indică vânturi de est de 500 m/s (1.800 km/h). În imaginile de pe nava spațială Cassini din 2007, emisfera nordică a lui Saturn a afișat o nuanță albastră strălucitoare, similară cu Uranus. Culoarea a fost cel mai probabil cauzată de împrăștierea Rayleigh. Termografia a arătat că polul sud al lui Saturn are un vortex polar cald, singurul exemplu cunoscut al unui astfel de fenomen în Sistemul Solar. În timp ce temperaturile de pe Saturn sunt în mod normal de −185 °C, temperaturile din vortex ajung adesea până la -122 °C, făcându-l cel mai cald loc din atmosfera vizibilă a lui Saturn.

#### Hexagonul lui Saturn

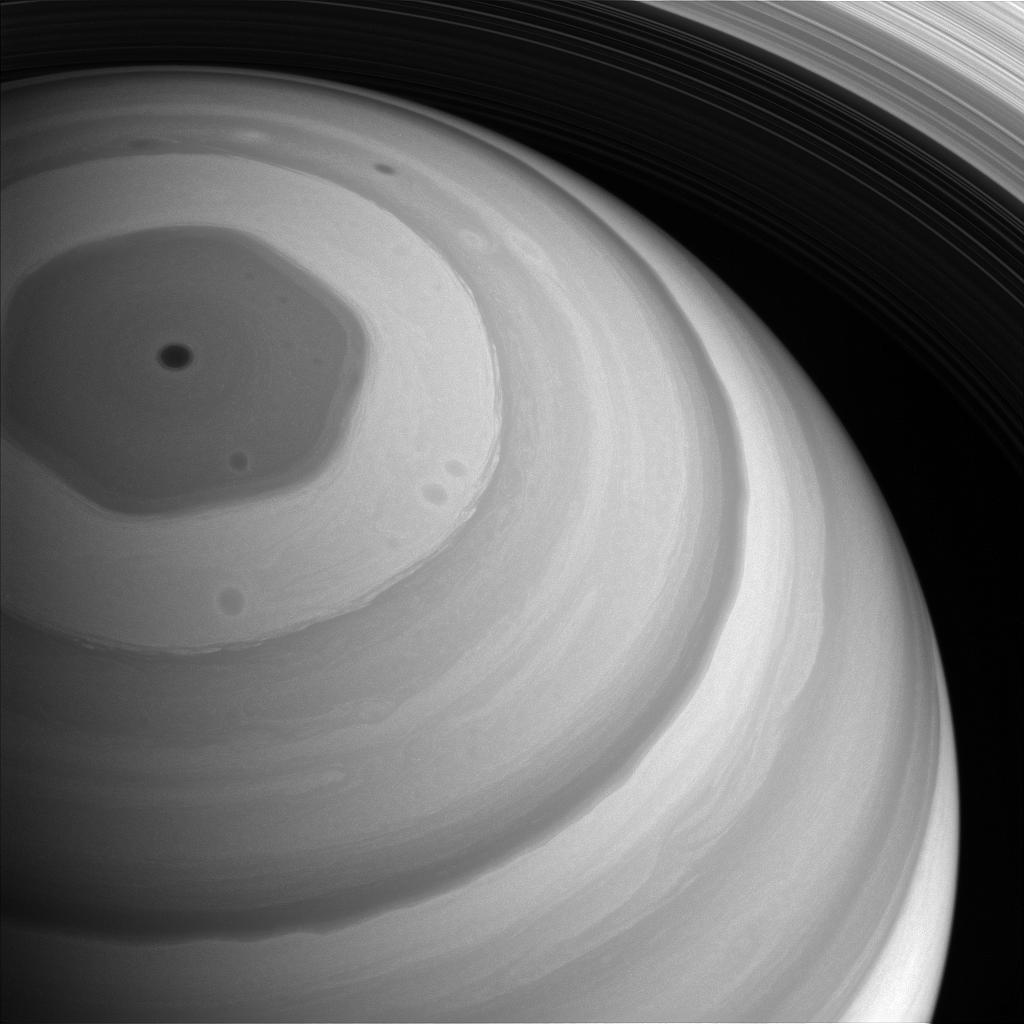
Polul nord fotografiat de Cassini la 9 septembrie 2016; se poate vedea forma hexagonală a norilor săi.

În anii 1980, cele două sonde ale programului Voyager au fotografiat o structură hexagonală prezentă în apropierea polului nord al planetei, la latitudine 78 °N, structură care a fost ulterior observată și de sonda Cassini. Laturile hexagonului au fiecare o lungime de aproximativ 13.800 km, mai mult decât diametrul Pământului. Întreaga structură se rotește cu o perioadă de  10h 39m 24s (aceeași perioadă ca cea a emisiilor radio ale planetei) care se presupune că este egală cu perioada de rotație a interiorului lui Saturn. Structura hexagonală nu se schimbă în longitudine ca ceilalți nori din atmosfera vizibilă.
Cauza acestei structuri este supusă speculațiilor. Majoritatea astronomilor consideră că este un fel de undă staționară în atmosferă; cu toate acestea, hexagonul poate fi legat de fenomenul aurorei. Forme poligonale au fost reproduse în laborator prin rotația diferențială a fluidelor.

#### Ciclonul de la Polul Sud
Între 1997 și 2002, Telescopul spațial Hubble a observat prezența unui curent-jet în apropierea polului sud, dar nici o structură comparabilă cu hexagonul polului nord. În noiembrie 2006, NASA a raportat că un uragan centrat în polul sud, cu un ochi bine definit al ciclonului, a fost observat folosind imagini de la nava spațială Cassini. Descoperirea a avut o importanță considerabilă, deoarece ciclonii cu așa-numitul „ochi” nu au fost niciodată observați în Sistemul Solar în afara Pământului, chiar și atunci când sonda Galileo a observat îndeaproape Marea Pată Roșie a lui Jupiter.
Este posibil ca ciclonul de la polul sud să existe de miliarde de ani.  Are aproximativ dimensiunea Pământului și în interiorul ciclonului vânturile suflă cu 550 km/h.

### Magnetosferă
Existența magnetosferei lui Saturn a fost constatată de sonda Pioneer 11 în 1979. Are o formă simplă simetrică, intensitatea sa la ecuator este 0,2 gauss (20 µT), aproximativ o douăzecime din forța câmpului magnetic al lui Jupiter  și chiar puțin mai slabă decât câmpul magnetic al Pământului. Când Voyager 2 a intrat în magnetosferă, intensitatea vântului solar a fost ridicată și magnetosfera s-a extins doar la 19 raze saturniene, adică 1,1 milioane de kilometri, deși în câteva ore s-a mărit și a rămas așa timp de aproximativ trei zile.
Cel mai probabil, câmpul magnetic este generat în mod similar cu cel al lui Jupiter – prin combinarea prezenței hidrogenului metalic în interiorul său, care este un bun conductor al curentului electric, și a rotației rapide a planetei, care generează un dinam responsabil cu menținerea magnetosferei sale. Această magnetosferă este eficientă la devierea particulelor de vânt solar de la Soare. 
Magnetopauza, granița dintre magnetosfera lui Saturn și vântul solar, este situată la o distanță de aproximativ 20 de raze saturniene de centrul planetei, in timp ce coada magnetică se intinde pe sute de raze saturniene în spatele ei.
Magnetosfera lui Saturn este plină de plasme provenite atât de pe planetă, cât și de la sateliții săi. Sursa principală este Enceladus, care scoate până la 1.000 kg/s de vapori de apă din gheizerele de la polul său sudic, o porțiune care este ionizată și forțată să co-rotească cu câmpul magnetic al lui Saturn. Această plasmă se deplasează treptat din magnetosfera interioară prin mecanismul de instabilitate a schimbului și apoi scapă prin coada magnetică. Titan orbitează în interiorul părții exterioare a magnetosferei lui Saturn și contribuie cu plasma din particulele ionizate din atmosfera exterioară a lui Titan. Mișcarea plasmei prin magnetosfera lui Saturn generează curenți electrici, traiectoria fiind determinată de variațiile câmpului magnetic în funcție de vântul solar incident. 
Interacțiunea dintre magnetosfera lui Saturn și vântul solar generează în jurul polilor planetei aurore ovale, strălucitoare, observabile în lumina vizibilă, infraroșie și ultravioletă. În interiorul magnetosferei există curele de radiații, care adăpostesc particule cu energie de până la zeci de megaelectronvolți. 

## Orbită și rotație

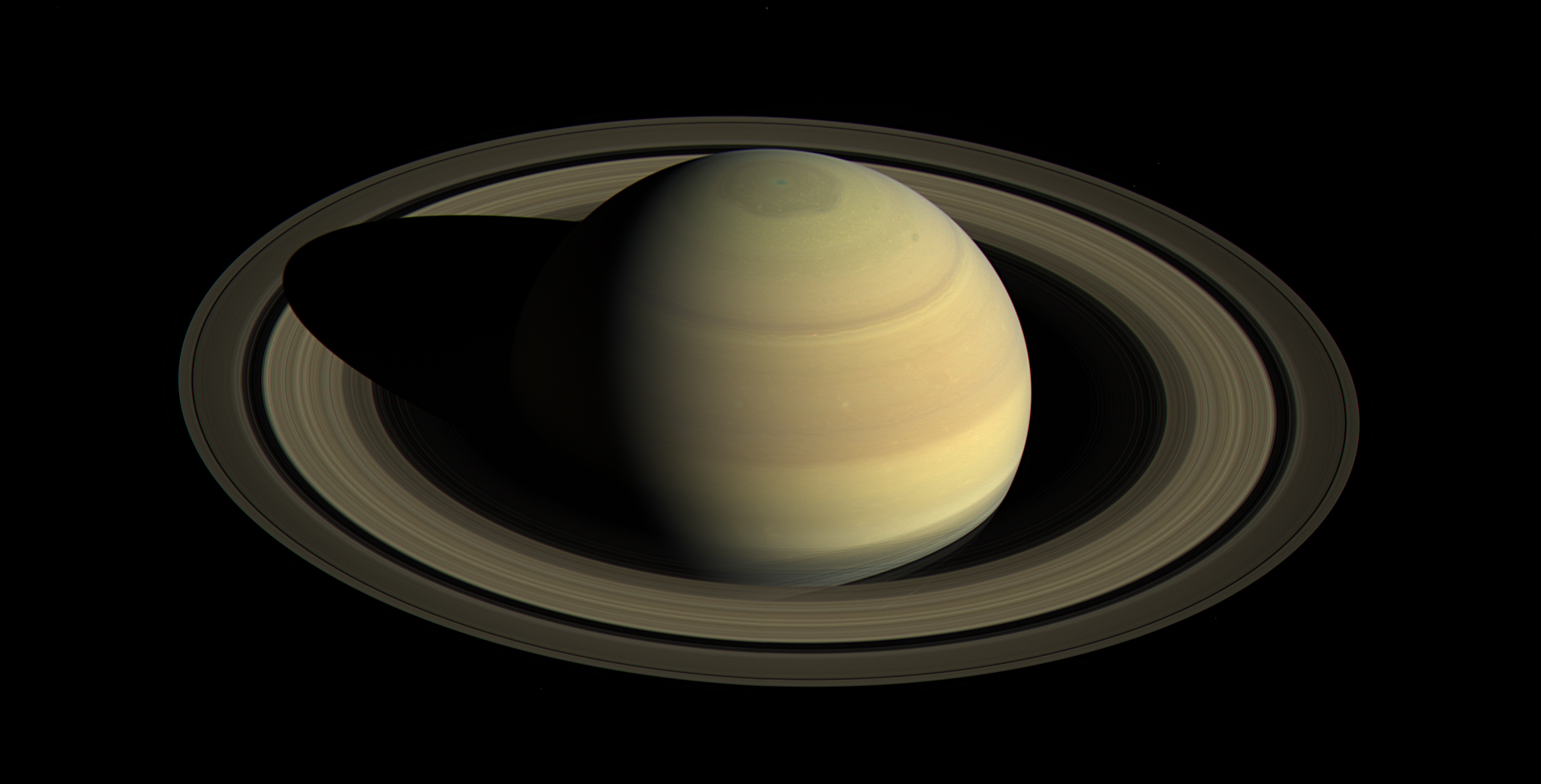
Saturn și inelele sale; fotografie realizată de Cassini, 2016

Distanța medie dintre Saturn și Soare este de peste 1,4 miliarde de kilometri (9 AU). Cu o viteză medie orbitală de 9,68 km/s, Saturn are nevoie de 10.759 zile terestre (sau aproximativ 29 1⁄2 ani)  pentru a finaliza o orbită în jurul Soarelui. În consecință, formează o rezonanță de mișcare medie de 5:2 cu Jupiter. Orbita eliptică a lui Saturn este înclinată cu 2,48 ° față de planul orbital al Pământului. Caracteristicile vizibile de pe Saturn se rotesc la viteze diferite în funcție de latitudine și perioade de rotație multiple au fost atribuite diverselor regiuni (ca în cazul lui Jupiter).
Astronomii folosesc trei sisteme diferite pentru a specifica rata de rotație a lui Saturn. Sistemul I are o perioadă de 10h 14m 00s și cuprinde Zona Ecuatorială, Centura Ecuatorială Sud și Centura Ecuatorială Nord. Regiunile polare sunt considerate a avea rate de rotație similare cu Sistemul I. Toate celelalte latitudini saturniene, cu excepția regiunilor polare nord și sud, sunt indicate ca Sistem II și li s-a atribuit o perioadă de rotație de 10h 38m 25.4s. Sistemul III se referă la rata de rotație internă a lui Saturn. Bazat pe emisiile radio ale planetei detectate de Voyager 1 și Voyager 2, Sistemul III are o perioadă de rotație de 10h 39m 22.4s. Sistemul III a înlocuit în mare măsură Sistemul II.
O valoare exactă pentru perioada de rotație a interiorului planetei rămâne necunscută. În timp ce se apropia de Saturn în 2004, Cassini a constatat că perioada de rotație radio a lui Saturn a crescut considerabil, la aproximativ 10h 45m 45s ± 36 s. Cea mai recentă estimare a rotației lui Saturn (ca rată de rotație indicată pentru Saturn în ansamblu) bazată pe o compilație a diferitelor măsurători de la sondele Cassini, Voyager și Pioneer  a fost raportată în septembrie 2007 și este de 10h 32m 35s.
În martie 2007, s-a constatat că variația emisiilor radio de pe planetă nu se potrivea cu rata de rotație a lui Saturn. Această diferență poate fi cauzată de activitatea gheizerului de pe satelitului lui Saturn, Enceladus. Vaporii de apă emiși pe orbita lui Saturn prin această activitate devin încărcați și reduc câmpul magnetic al lui Saturn, încetinindu-i ușor rotația față de rotația planetei.
O ciudățenie aparentă pentru Saturn este că nu are asteroizi troieni cunoscuți. Acestea sunt planete minore care orbitează Soarele în Punctele Lagrangiene stabile, desemnate L4 și L5, situate la unghiuri de 60 ° față de planetă de-a lungul orbitei sale. Au fost descoperiți asteroizi troieni pentru Marte, Jupiter, Uranus și Neptun. Se crede că mecanismele de rezonanță orbitală, inclusiv rezonanța seculară, sunt cauza troienilor saturnieni dispăruți.

## Sateliți naturali

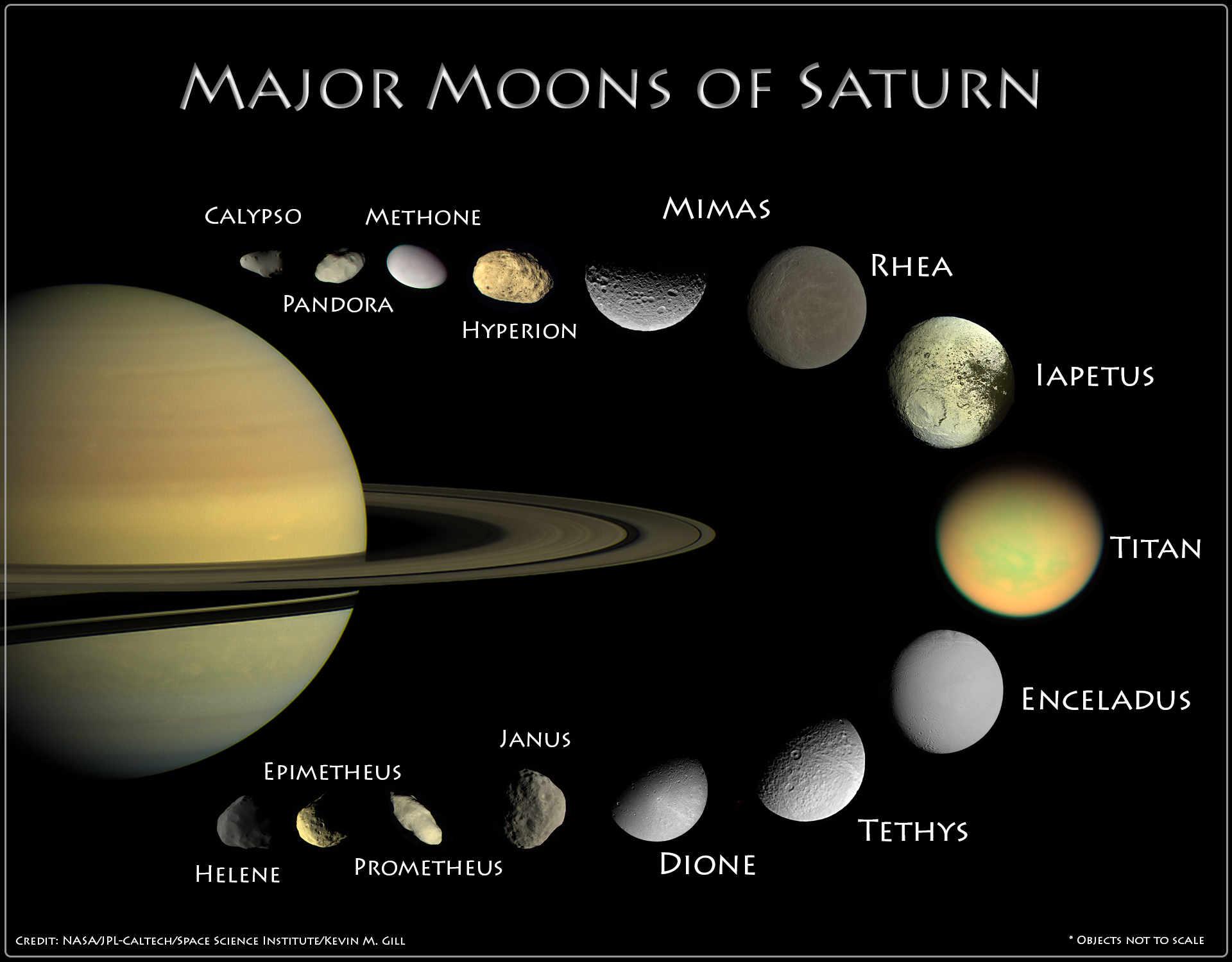
Un montaj al lui Saturn și al sateliților săi principali.

Saturn are cel puțin 146 de sateliți naturali, dintre care 53 au nume formale. În plus, există dovezi de zeci până la sute de sateliți minori cu diametre de 40-500 de metri în inelele lui Saturn,  care nu sunt considerate adevărați sateliți. Titan, cel mai mare satelit, cuprinde mai mult de 90 % din masa de pe orbita din jurul lui Saturn (inclusiv inelele). Al doilea satelit ca mărime, Rhea, ar putea avea un sistem de inele propriu, alături de o atmosferă rarefiată.

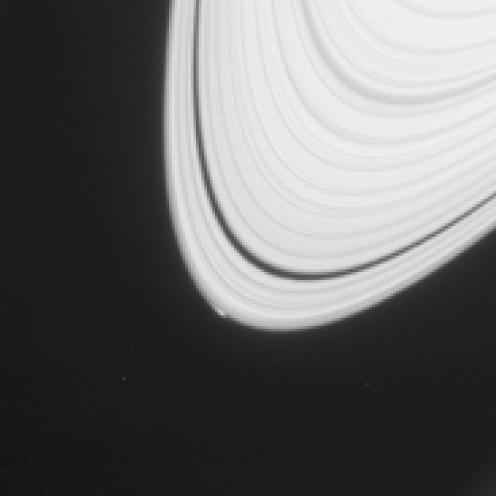
Un posibil început al unui nou satelit (punct alb) al lui Saturn (imagine făcută de Cassini la 15 aprilie 2013)

Mulți dintre ceilalți sateliți sunt mici: 34 au mai puțin de 10 km în diametru și alți 14 între 10 și 50 km în diametru. În mod tradițional, majoritatea sateliților lui Saturn au fost numiți după Titanii mitologiei grecești. Titan este singurul satelit din Sistemul Solar cu o atmosferă majoră, în care apare o chimie organică complexă. Este singurul satelit cu lacuri de hidrocarburi.
La 6 iunie 2013, oamenii de știință de la Instituto de Astrofísica de Andalucía au raportat detectarea hidrocarburilor aromatice policiclice în atmosfera superioară a Titanului, un posibil precursor pentru viață. La 23 iunie 2014, NASA a susținut că are dovezi puternice că azotul din atmosfera lui Titan provine din materialele din Norul Oort, asociate cu cometele, și nu din materialele care au format Saturn în vremurile anterioare.
Satelitul Enceladus, care pare similar în compoziție chimică cu cometele, a fost adesea considerat ca un potențial habitat pentru viața microbiană. Dovezile acestei posibilități includ particulele bogate în sare ale satelitului care au o compoziție „asemănătoare oceanului” și care indică că cea mai mare parte a gheții expulzate de Enceladus provine din evaporarea apei sărate lichide. Un survol din 2015 realizat de Cassini a găsit pe Enceladus majoritatea ingredientelor pentru a susține formele de viață care trăiesc prin metanogeneză.
În aprilie 2014, oamenii de știință ai NASA au raportat posibilul început al unui nou satelit în inelul A, care a fost fotografiat de Cassini la 15 aprilie 2013.

### Inele planetare

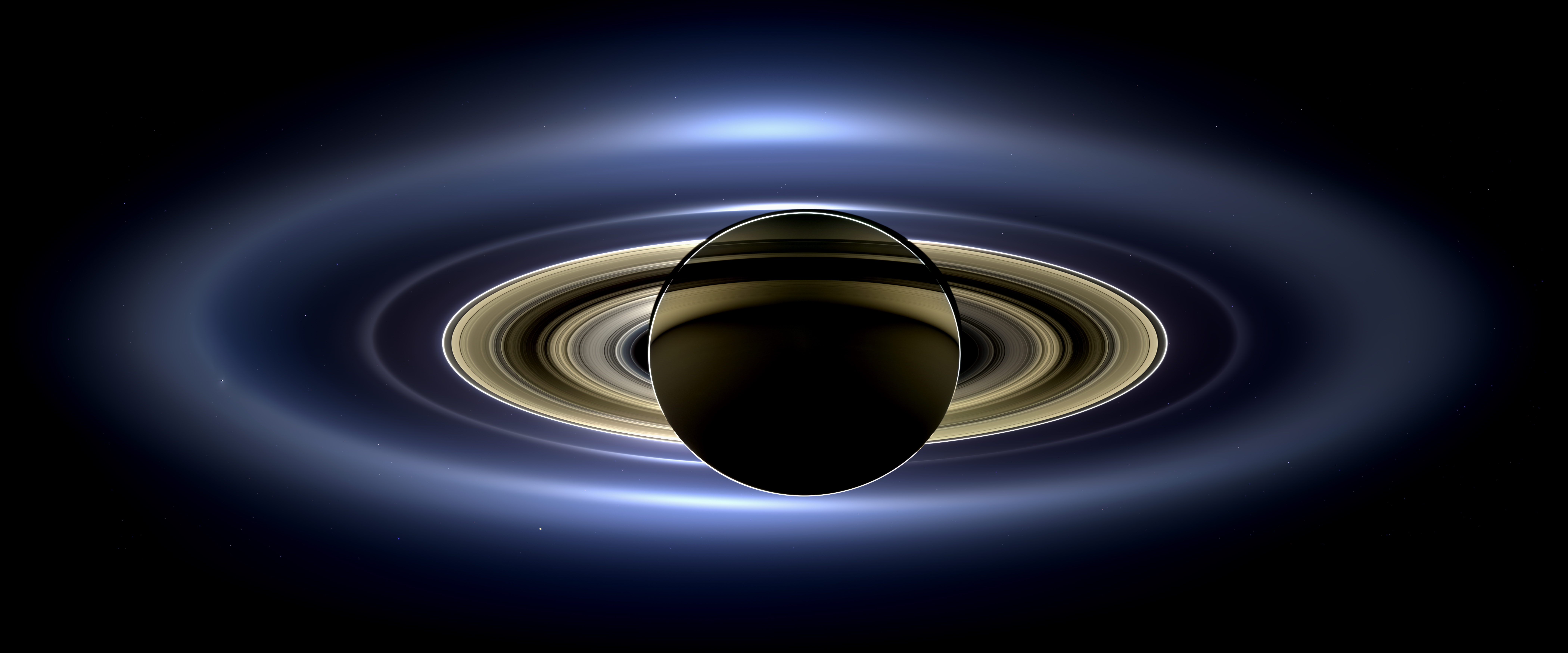
Setul complet de inele ale lui Saturn așa cum s-a văzut de pe Cassini, la 1,2 milioane km distanță, la 19 iulie 2013, în timp ce Saturn a eclipsat Soarele (luminozitatea este exagerată). Pământul apare ca un punct la ora 4, între inelele G și E.

Saturn este probabil cel mai bine cunoscut pentru sistemul de inele planetare care îl face unic din punct de vedere vizual. Inelele se extind de la 6.630 la 120.700 de kilometri spre exterior de la ecuatorul lui Saturn și au o grosime medie de aproximativ 20 de metri. Ele constau din nenumărate particule mici, variind în mărime de la micrometri la metri, care orbitează Saturn. Particulele inelului sunt formate aproape în întregime din gheață de apă, cu o urmă de componentă de material stâncos. Încă nu există un consens cu privire la mecanismul lor de formare. Deși modelele teoretice au indicat că inelele s-ar fi format probabil la începutul istoriei Sistemului Solar, date noi de la Cassini sugerează că s-au format relativ târziu. În timp ce toți giganți gazoși au și sisteme de inele, cel al lui Saturn este cel mai mare și mai vizibil.
O parte din gheața din inelul E provine din gheizerele de la Enceladus. Abundența de apă a inelelor variază radial, inelul cel mai exterior, inelul A, fiind cel mai pur în geață din apă. Această varianță a abundenței poate fi explicată prin bombardarea meteorilor. Dincolo de inelele principale, la o distanță de 12 milioane de km de planetă se află inelul Phoebe. Este înclinat la un unghi de 27 ° față de celelalte inele și, la fel ca satelitul Phoebe, orbitează în mod retrograd.
Deși reflexia din inele mărește strălucirea lui Saturn, acestea nu sunt vizibile de pe Terra cu ochiul liber. În 1610, anul după ce Galileo Galilei a întors un telescop către cer, el a devenit prima persoană care a observat inelele lui Saturn, deși nu le-a putut vedea suficient de bine pentru a discerne adevărata lor natură. În 1655, Christiaan Huygens a fost prima persoană care le-a descris ca pe un disc care înconjoară Saturn. Văzute prin telescop, două inele sunt mai strălucitoare, inelul B, mai intern și inelul A, separate printr-un spațiu cunoscut sub numele de divizia Cassini.
Unii dintre sateliții lui Saturn, inclusiv  Pandora și Prometeu, acționează ca „sateliți păstori” pentru a limita inelele și a le împiedica să se extindă. Pan și Atlas provoacă unde de densitate liniară slabă în inelele lui Saturn care au condus la calcule mai fiabile ale maselor lor.

## Istoricul observațiilor și explorării planetei

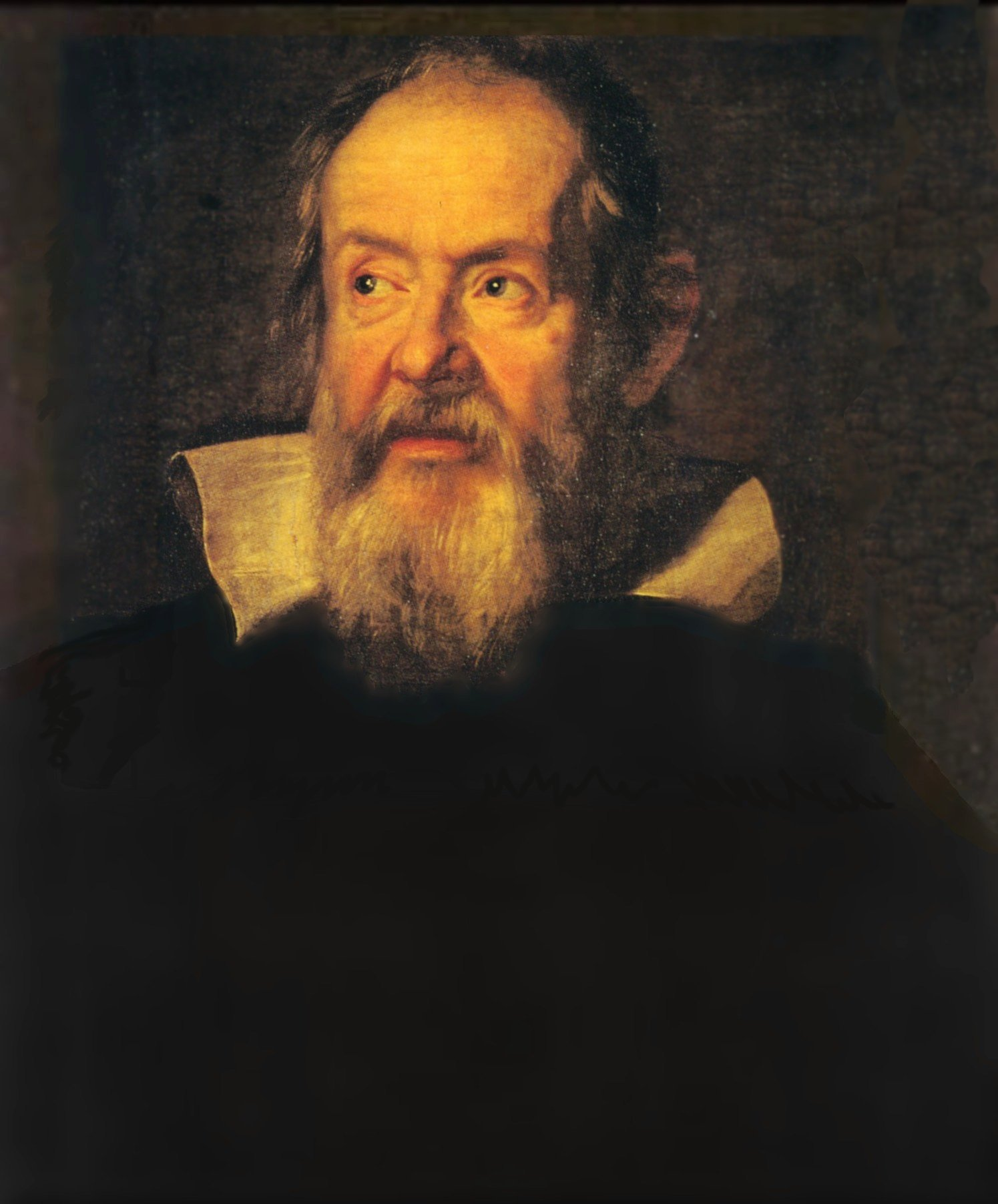
Galileo Galilei a observat pentru prima dată inelele lui Saturn în 1610

Observarea și explorarea lui Saturn pot fi împărțite în trei faze. Prima fază constă în observații antice (cum ar fi cu ochiul liber), înainte de inventarea telescoapelor moderne. A doua fază a început în secolul al XVII-lea, cu observații telescopice de pe Pământ, care s-au îmbunătățit în timp. A treia fază este vizitarea de către sonde spațiale, pe orbită sau în survol. În secolul XXI, observațiile telescopice continuă de pe Pământ (inclusiv telescoape care orbitează Terra, cum ar fi Telescopul spațial Hubble) și, până la retragerea sa din 2017, de pe orbitatorul Cassini din jurul lui Saturn.

### Observați antice
Saturn a fost cunoscut din timpuri preistorice, iar în istoria timpurie înregistrată a fost un personaj major în diferite mitologii. Astronomii babilonieni au observat și înregistrat în mod regulat mișcările planetei. În Grecia antică, planeta a fost cunoscută sub numele de Φαίνων Phainon, și în epoca romană sub numele de „steaua lui Saturn“. În mitologia romană, zeul Saturn, de la care planeta își ia numele, era zeul agriculturii și era considerat echivalentul titanului grec Cronos. În greaca modernă, planeta păstrează numele de Cronos — Κρόνος.
Matematicianul grec Ptolemeu și-a bazat calculele orbitei lui Saturn pe observațiile făcute în timp ce planeta era în opoziție. În astrologia hindusă există nouă obiecte astrologice cunoscute sub numele de Navagraha. Saturn este cunoscut sub numele de „Shani” și judecă pe toată lumea pe baza faptelor bune și rele săvârșite în viață.. În secolul al V-lea d.Hr., astronomii hinduși au estimat diametrul lui Saturn la 118.902 km  în textul Surya Siddhanta, în prezent (2020), diametrul ecuatorial presupus al planetei este de 120.536 km.  În astrologia chineză și japoneză, planeta Saturn 
este denumită „steaua pământului” (土星). Termenul este derivat din Cinci Elemente (Wu xing) care au folosite în mod tradițional pentru clasificarea elementelor naturale.

### Observații ale europenilor (secolele XVII-XIX)

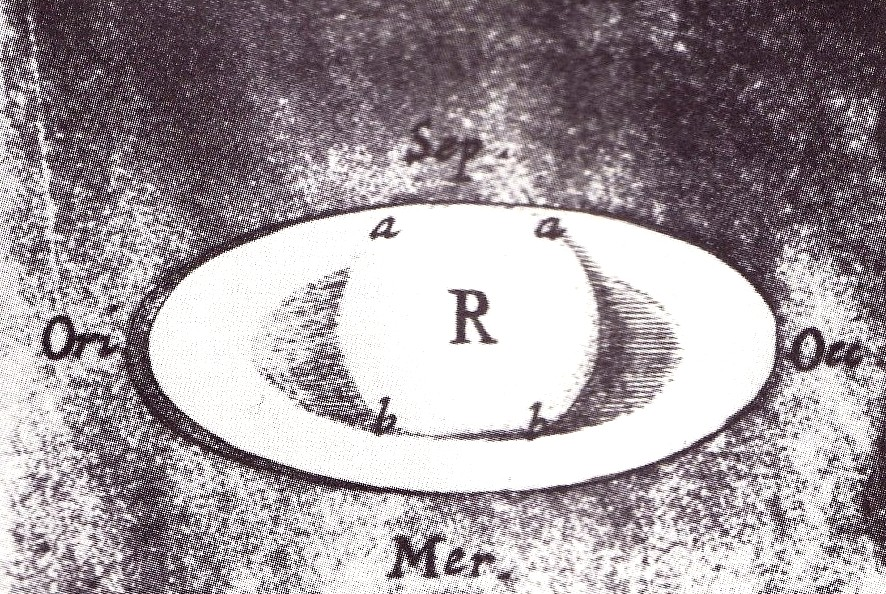
Robert Hooke a remarcat umbrele (a și b) aruncate atât de glob cât și de inele în acest desen al lui Saturn din 1666.

Observarea inelelor lui Saturn necesită un telescop cu diametrul de cel puțin 15 mm. Galileo a fost primul care a observat fenomene ciudate în jurul lui Saturn în 1610, însă, pentru că folosea un telescop slab, a ajuns la concluzia că vedea două corpuri mari lângă Saturn.  În 1655, Christiaan Huygens a fost primul care a descris un disc de material care orbitează o planetă. Huygens a descoperit satelitul lui Saturn, Titan. La scurt timp după aceea, Giovanni Cassini a descoperit încă patru sateliți: Iapetus, Rhea, Tethys și Dione. În 1675 Cassini a descoperit un gol de aproximativ 4.700 km între inelele A și B, care a fost numit după el, Diviziunea Cassini.
Nu s-au făcut alte descoperiri semnificative până în 1789 când William Herschel a descoperit încă doi sateliți,  Mimas și Enceladus. Satelitul de formă neregulată Hyperion, care are o rezonanță orbitală cu Titan, a fost descoperit în 1848 de o echipă britanică.
În 1899 William Henry Pickering a descoperit Phoebe, un satelit extrem de neregulat care nu se rotește sincron cu Saturn așa cum fac sateliții mai mari. Phoebe a fost primul astfel de satelit găsit și are nevoie de mai mult de un an pentru a orbita Saturn într-o orbită retrogradă. La începutul secolului al XX-lea, cercetările despre Titan au dus la confirmarea (în 1944) că avea o atmosferă groasă – o caracteristică unică printre sateliții Sistemului Solar.

### Secolele XX și XXI - misiuni NASA și ESA

#### Pioneer 11

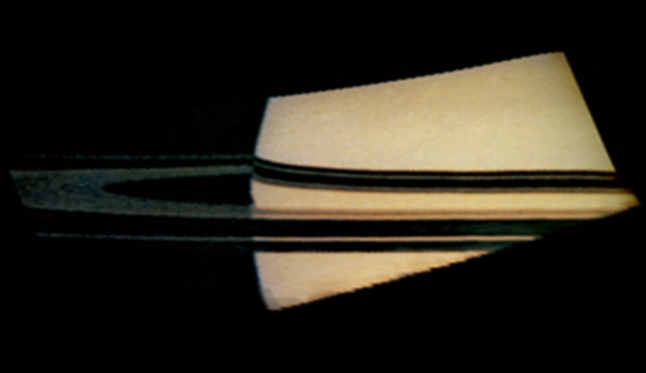
Saturn văzut de Pioneer 11

Pioneer 11  a realizat primul survol al lui Saturn în septembrie 1979, când a trecut la mai puțin de 20.000 km de vârfurile norilor planetei. Au fost realizate imagini ale planetei și ale câtorva sateliți ai acesteia, deși rezoluția lor a fost prea mică pentru a se vedea detaliile suprafeței. Nava spațială a studiat, de asemenea, inelele lui Saturn, dezvăluind că inelul F este subțire și faptul că golurile întunecate din inele sunt luminoase atunci când sunt privite spre Soare, cu alte cuvinte că nu sunt goale, ele conținând un material fin. În plus, Pioneer 11 a măsurat temperatura lui Titan.

#### Survoluri Voyager
În noiembrie 1980, sonda Voyager 1 a vizitat sistemul Saturn. A trimis înapoi primele imagini de înaltă rezoluție ale planetei, inelelor și sateliților săi. Au fost văzute pentru prima dată trăsături de suprafață ale diferiților sateliți. Voyager 1 a efectuat un survol apropiat de Titan, sporind cunoștințele despre atmosfera satelitului. A dovedit că atmosfera lui Titan este impenetrabilă în lungimi de undă vizibile; prin urmare nu s-au văzut detalii de suprafață. Survolul a schimbat traiectoria navei spațiale din planul Sistemului Solar.
Aproape un an mai târziu, în august 1981,  Voyager 2 a continuat studiul sistemului saturnian. Au fost dobândite mai multe imagini de aproape ale sateliților lui Saturn, precum și dovezi ale schimbărilor în atmosferă și inele. Din păcate, în timpul zborului, platforma rotativă a camerei sondei s-a blocat timp de câteva zile, iar unele imagini planificate s-au pierdut. Gravitația lui Saturn a fost folosită pentru a direcționa traiectoria navei spre Uranus.
Sondele au descoperit și confirmat mai mulți sateliți noi care orbitează în apropierea sau în interiorul inelelor planetei, precum și micul decalaj Maxwell în interiorul inelului C și decalajul Keeler de 42 km în inelul A.

#### Sonda spațialăCassini–Huygens
Lansată la 15 octombrie 1997, sonda spațială Cassini–Huygens a intrat pe orbită în jurul lui Saturn la 1 iulie 2004 cu scopul de a studia sistemul saturnian și de a trimite ulterior un lander pe suprafața misterioasă a lui Titan, până acum necunoscută din cauza grosimii păturei atmosferice care învăluie principalul satelit al lui Saturn.
Cassini a capturat imagini radar ale lacurilor mari și ale coastelor acestor lacuri, cu numeroase insule și munți. Orbitatorul a finalizat două survoluri ale lui Titan înainte de a elibera sonda Huygens la 25 decembrie 2004. Huygens a coborât pe suprafața Titan la 14 ianuarie 2005.
Începând cu începutul anului 2005, oamenii de știință au folosit-o pe Cassini pentru a urmări fulgerele de pe Saturn. Puterea fulgerului este de aproximativ 1.000 de ori mai mare decât a fulgerului de pe Terra.

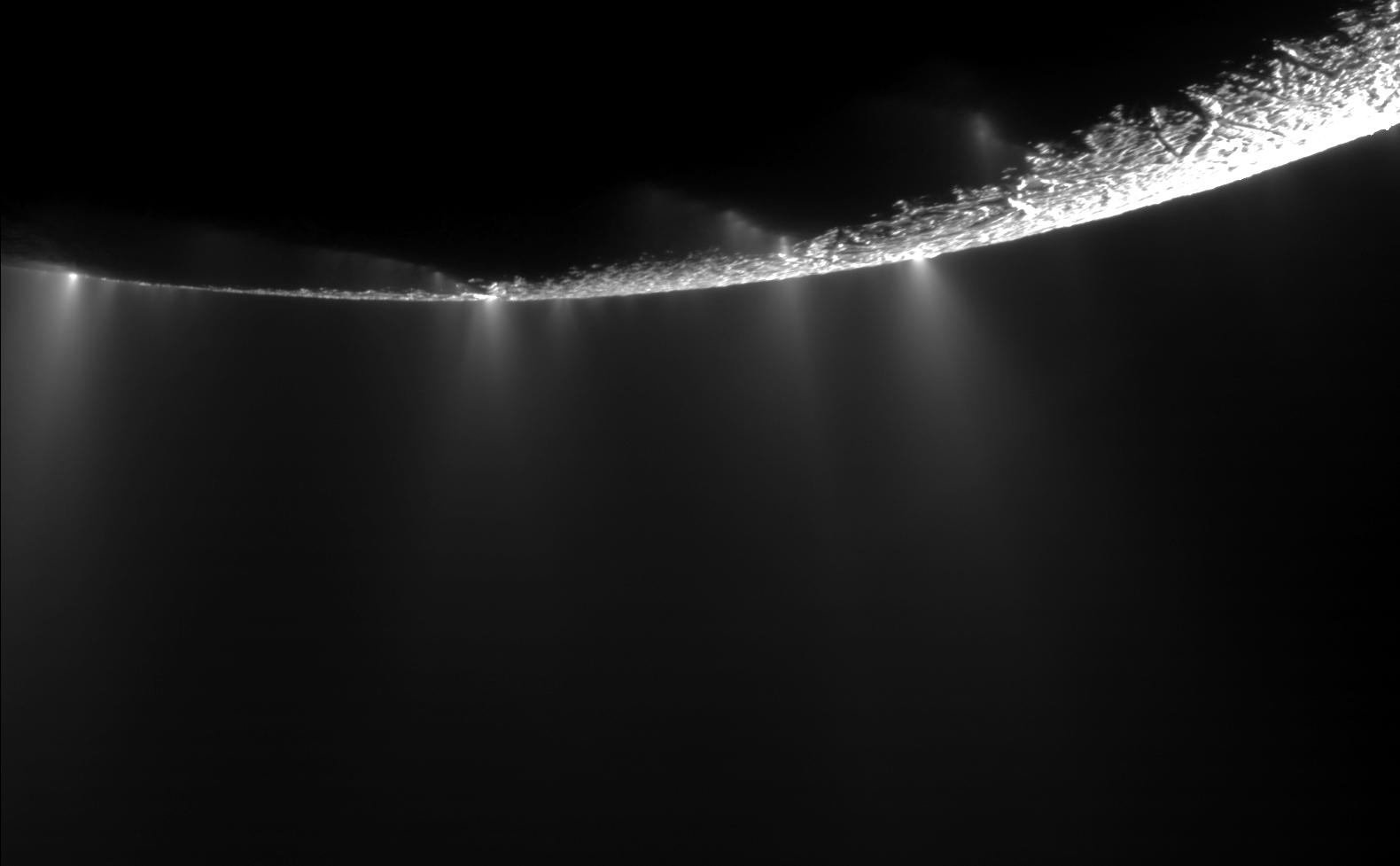
Gheizerele de la polul sud al lui Enceladus pulverizează apă din multe locuri.

În 2006, NASA a raportat că nava Cassini a găsit pe Enceladus dovezi ale unor rezervoare de apă lichidă la cel mult zeci de metri sub suprafață, care erup în gheizere. Imaginile lui Cassini au arătat jeturi de particule înghețate din regiunea polară sudică a satelitului care se termină pe orbita din jurul lui Saturn. Peste 100 de gheizere au fost identificate pe Enceladus. În mai 2011, oamenii de știință ai NASA au raportat că Enceladus „se dezvoltă ca cel mai locuibil loc dincolo de Pământ în Sistemul Solar pentru viața așa cum o cunoaștem noi”.
Fotografiile lui Cassini au dezvăluit un inel planetar nedescoperit anterior, situat în afara inelelor principale mai luminoase ale lui Saturn și în interiorul inelelor G și E. Se presupune că sursa acestui inel este prăbușirea unui meteoroid de pe Janus și Epimetheus. Cassini a făcut numeroase descoperiri de-a lungul anilor: între 2006 și 2007 au fost descoperite lacuri și mări de hidrocarburi pe Titan, dintre care cea mai mare este de mărimea Mării Caspice. În octombrie 2006, sonda a detectat o uriașă furtună asemănătoare unui ciclon cu un diametru de 8.000 km la polul sud al lui Saturn.
În perioada 2004-2 noiembrie 2009, sonda a descoperit și confirmat opt sateliți noi. În aprilie 2013, Cassini a trimis pe Terra imagini ale unui uragan la polul nord al planetei, de 20 de ori mai mare decât cele găsite pe Pământ, cu vânturi de peste 530 km/h.
La 19 iulie 2013, NASA a anunțat pentru prima dată că o serie de fotografii vor fi făcute din Sistemul Solar exterior către Terra: Cassini, situată în spatele discului lui Saturn pentru a evita strălucirea Soarelui, a imortalizat Pământul și Luna de la o distanță de 1,5 miliarde de km. De la acea distanță, Pământul apărea ca un mic punct albastru cu un punct alb și mai mic lângă el (Luna).
La 15 septembrie 2017, nava spațială a realizat „Marea Finală” a misiunii sale: o serie de treceri riscante prin golurile dintre Saturn și inelele interioare ale planetei. Această fază a vizat maximizarea rezultatului științific al lui Cassini înainte ca nava spațială să fie distrusă. Intrarea atmosferică a lui Cassini a pus capăt misiunii.

#### Posibile misiuni viitoare
Explorarea folosind o sondă spațială a unei planete atât de îndepărtate ca Saturn este foarte costisitoare din cauza vitezei mari necesare unui angrenaj spațial, a duratei misiunii și a nevoii de a recurge la surse de energie capabile să compenseze radiația solară, cum ar fi panouri solare foarte mari sau un generator de radioizotop termoelectric. Cu toate acestea, în fața interesului științific al lui Saturn și al sateliților săi, în special Titan și Enceladus, succesori ai lui Cassini-Huygens sunt propuși în cadrul programului New Frontiers al NASA.
În cele din urmă, din mai multe misiuni propuse, doar misiunea Dragonfly a fost selectată în 2019 pentru o plecare programată în 2026 și o sosire pe Titan în 2034.

## Vizibilitate

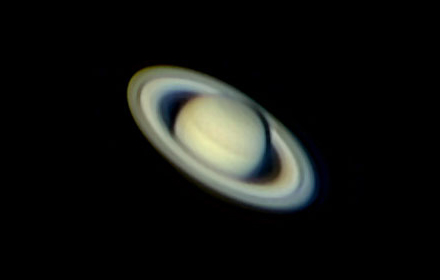
Saturn așa cum apare într-un telescop newtonian de 250 mm

Saturn este cea mai îndepărtată dintre cele cinci planete ușor vizibile cu ochiul liber de pe Pământ, celelalte patru fiind: Mercur, Venus, Marte și Jupiter. (Uranus și, ocazional, 4 Vesta, sunt vizibile cu ochiul liber pe cerul întunecat). Saturn apare cu ochiul liber pe cerul nopții ca un punct luminos gălbui strălucitor. Magnitudinea aparentă medie a lui Saturn este de 0,46 cu o abatere standard de 0,34. Cea mai mare parte a variației magnitudinii se datorează înclinației sistemului inelar față de Soare și Pământ. Cea mai strălucitoare magnitudine, −0,55, apare când planul inelelor este cel mai înclinat, iar cea mai slabă magnitudine, 1,17, apare în jurul momentului când planul inelelor este cel mai puțin înclinat.
Saturn are o perioadă de revoluție de 29,5 ani tereștri și aproximativ la fiecare 15 ani, când se află în anumite puncte ale orbitei sale, inelele dispar scurt din vedere deoarece ajung să fie perfect tăiate așa cum se vede de pe Pământ. O astfel de „dispariție” va avea loc în 2025, dar Saturn va fi prea aproape de Soare pentru observații. Majoritatea oamenilor vor avea nevoie de un ajutor optic (binoclu foarte mare sau un telescop mic) care să mărească de cel puțin 30 de ori pentru a obține o imagine a inelelor lui Saturn în care este prezentă o rezoluție clară.

Apariția simulată a lui Saturn așa cum ar fi văzută de pe Pământ (la opoziție) în timpul unei orbite a lui Saturn, 2001-2029

Saturn și inelele sale sunt văzute cel mai bine atunci când planeta se află în opoziție, atunci când  alungirea sa este de aproximativ 180 °, adică planeta este vizibilă pe cer pe partea opusă Soarelui. O opoziție saturniană apare în fiecare an – aproximativ la fiecare 378 de zile – rezultatul fiind o strălucire mai mare a planetei. Atât Terra, cât și Saturn orbitează Soarele pe orbite excentrice, ceea ce înseamnă că distanțele lor față de Soare variază în timp, și, prin urmare, distanțele lor una față de cealaltă, variind astfel strălucirea lui Saturn de la o opoziție la alta.  Saturn apare, de asemenea, mai luminos atunci când inelele sunt înclinate astfel încât să fie mai vizibile. De exemplu, în timpul opoziției din 17 decembrie 2002, Saturn a apărut la maxim, datorită orientării favorabile a inelelor sale în raport cu Pământul, chiar dacă Saturn era mai aproape de Pământ și Soare la sfârșitul anului 2003.
Din când în când, Saturn este ocultat de Lună (adică Luna acoperă Saturn pe cer). Ca și în cazul tuturor planetelor din Sistemul Solar, ocultările lui Saturn au loc cu anumite cicluri: lunar pentru o perioadă de aproximativ 12 luni, urmată de o perioadă de aproximativ cinci ani în care nu este înregistrată o astfel de activitate. Orbita Lunii este înclinată cu câteva grade față de cea a lui Saturn, astfel încât ocultările vor apărea numai atunci când Saturn se află în apropierea unuia dintre punctele de pe cer în care se intersectează cele două planuri.

## În cultură

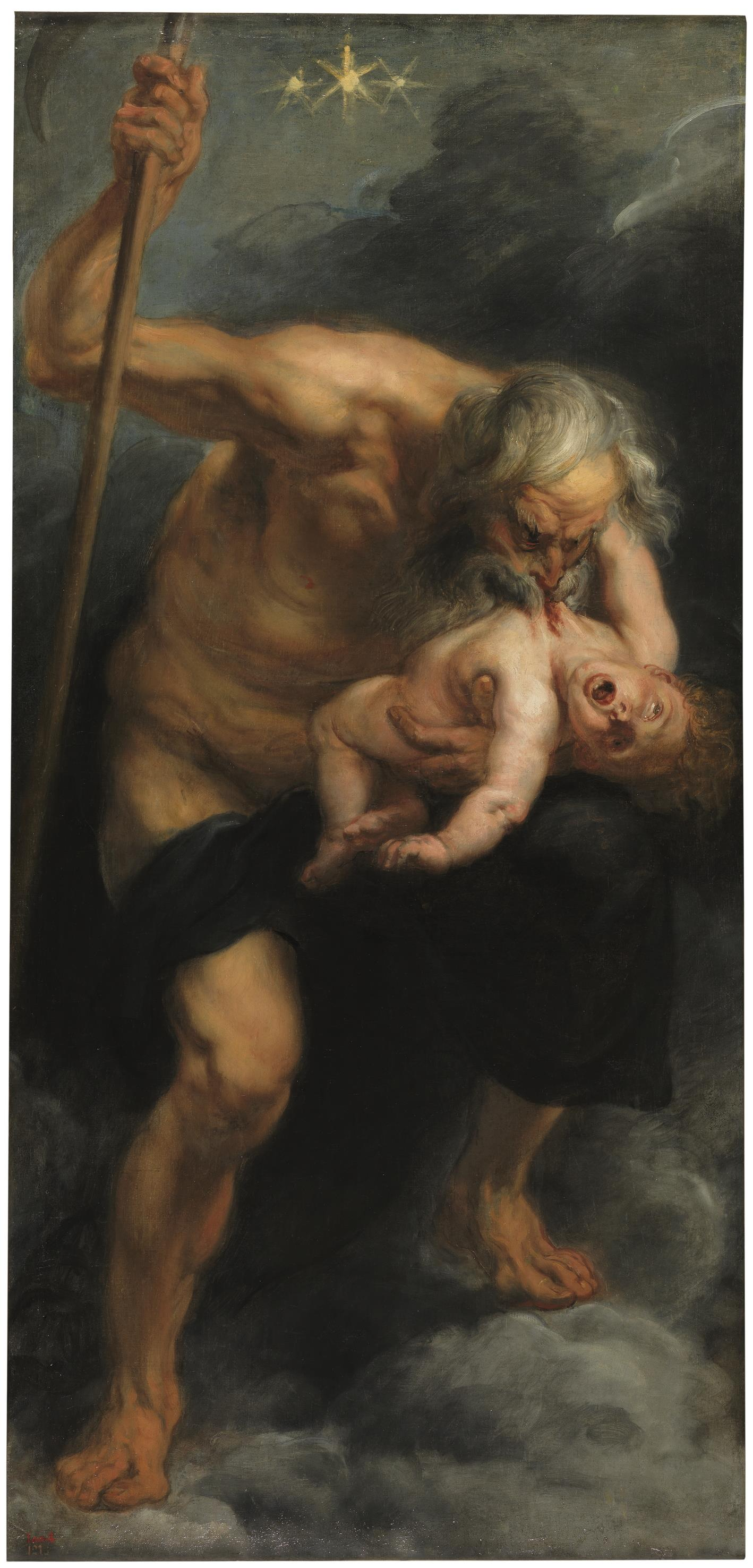
Saturn devorându-și fiul, de Rubens, 1636

În astrologie, planeta Saturn () este planeta guvernatoare a Capricornului și, tradițional, planeta guvernatoare a Vărsătorului înainte de descoperirea lui Uranus. Simbolul cel mai des folosit pentru Saturn este o coasă, dar este cunoscută mai ales ca „Semiluna de sub Cruce” – materia de deasupra spiritului –, în timp ce simbolul pentru Jupiter este „Semiluna de deasupra Crucii” – spiritul de deasupra materiei. Pe lângă poziția  sa de graniță a Sistemului Solar (până la descoperirea planetelor Uranus și Neptun), celebrele inele ale planetei Saturn care o înconjoară reflectă ideea limitelor umane. Durează 29,5 ani pentru ca Saturn să orbiteze Soarele, petrecând aproximativ 2,46 ani în fiecare semn al zodiacului.
În astrologia medievală, Saturn este considerat o planetă necinstită care aduce moarte, necazuri și boli. În astrologia modernă Saturn este asociat cu inhibiție, concentrare, consolidare, seriozitate, melancolie, responsabilitate.

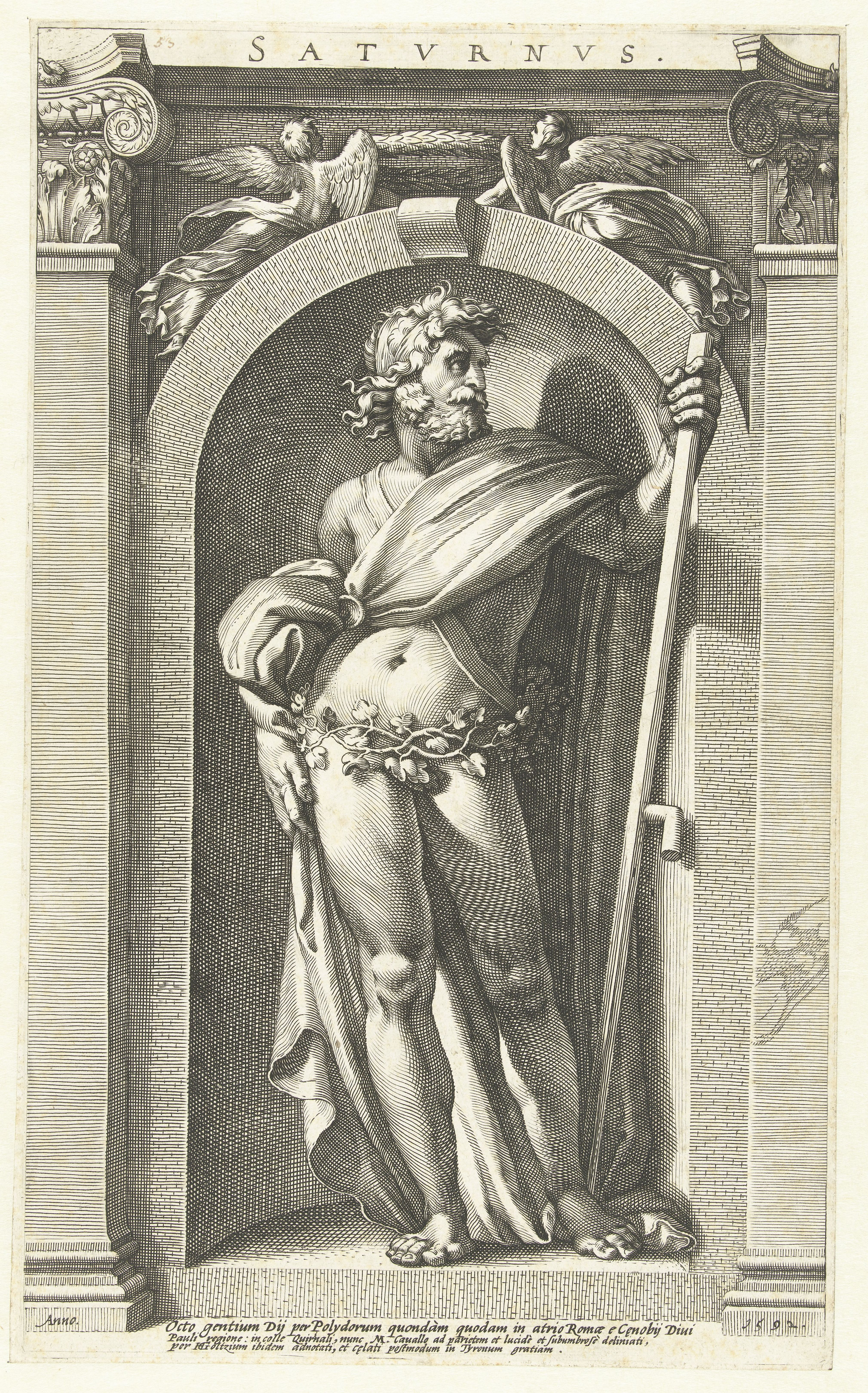
Saturnus, Caravaggio, sec. XVI

În mitologia clasică romană, Saturn este zeul semințelor, al culturilor și al recoltei (agricultură), conducător al titanilor, tată și fondator al civilizațiilor, al ordinii sociale și al conformității. În timpul societății romane antice, romanii se închinau lui Saturn ca cel mai înalt rang și cel mai important zeu din panteonul lor de zeități, împărtășind același prestigiu cu Jupiter. Romanii numeau sâmbăta ca Sāturni diēs („Ziua lui Saturn”); găsim această teonimie ca element constitutiv în: limba engleză (Saturday), neerlandeză (zaterdag).
Claudius Ptolemeu afirmă că „Saturn este stăpânul urechii drepte, splinei, vezicii urinare, flegmei și oaselor”.
Saturn este prezent în multe lucrări de science fiction și reprezentarea sa a evoluat în funcție de cunoștințele despre planetă. Printre primele lucrări referitoare la science fiction care îl evocă pe Saturn se numără în special Micromégas (1752) de Voltaire. La acea vreme, era cea mai îndepărtată planetă cunoscută de la Soare – Uranus va fi descoperit în 1781 și Neptun în 1846 – și structura sa gazoasă era necunoscută. Astfel, planeta este descrisă ca solidă și locuită de giganți înalți de doi kilometri, cu 72 de simțuri și o speranță de viață de 15.000 de ani; secretarul „Academiei Saturn” însoțește apoi personajul principal Micromégas pe Terra. Un secol mai târziu, în Hector Servadac (1877), Jules Verne îi face pe aventurieri să treacă pe lângă Saturn călărind o cometă. Autorul îl descrie și apoi îl desenează ca stâncos cu o suprafață solidă, pustie și având 8 sateliți și 3 inele..
După ce știința modernă a dezvăluit că planeta nu are o suprafață solidă și că atmosfera și temperatura ei sunt ostile vieții umane, reprezentarea sa evoluează în consecință. De asemenea, inelele sale planetare și vastul său sistem de sateliți devin un cadru mai comun pentru science fiction, de exemplu în The Martian Way (1952) de Isaac Asimov  sau în La Zone du Dehors (2007) de Alain Damasio. Charles Stross descrie în Accelerando (2005) orașele plutitoare din atmosfera lui Saturn.
În cinematografie, este reprezentat în special în Beetlejuice (1988) regizat de Tim Burton, unde este populat de viermi gigantici de nisip, sau servește ca fundal în Interstellar (2014) de Christopher Nolan, NASA trimițând patru astronauți lângă planetă în încercarea de a ajunge la o gaură de vierme.